# Jesínky
Jesínky (németül: Gessing) Bochov településrésze Csehországban a Karlovy Vary-i kerület Chebi járásában. Központi községétől 5 km-re délre fekszik. A 2001-es népszámlálási adatok szerint az elnéptelenedett településen 10 lakóház található.